# Trebouxiophyceae
Trebouxiophyceae dříve Pleurastrophyceae je třída zelených řas. Jsou jednobuněčné nebo vláknité s polysacharidovou buněčnou stěnou. Bičíkaté vegetativní stélky se vůbec nevyskytují. Rozmnožují se zpravidla nepohlavně zoosporami, někdy i pohlavně. Žijí ve sladkých vodách, na zemi, aerofyticky nebo symbioticky v lišejnících.

## Systém
Tato třída se obvykle dělí na několik řádů. Systém ještě není ustálen:
- Chlorellales (Chlorely) – jednobuněčné kulaté řasy s jediným chloroplastem rozmnožující se autosporami[1]
- Oocystales – jednobuněčné řasy s několika chloroplasty žijící jednotlivě nebo v koloniích ve zbytcích buněčných stěn.[1]
- Prasiolales – obsahuje i druh Prasiola crispa s mnohobuněčnou stélkou tvaru drobných lístečků.[1]
- Trebouxiales – jednobuněčné kulaté řasy s velkým hvězdicovitým chloroplastem rozmnožující se nepohlavně zoosporami někdy se účastnící symbiózy s lišejníky[1]
- Microthamniales – někdy se tento řád neuvádí;[2] řasy s vláknitými často větvenými stélkami.[1]

## Fylogeneze
Tato třída bez paleontologických záznamů byla ustanovena poměrně nedávno na základě molekulárně fylogenetických studií. Počet rodů do ní zahrnovaných se rozrůstá. Důležitými fylogenetickými znaky ilustrující její monofyletismus jsou znaky na bázi bičíků bičíkatých stádií a průběh mitózy. Bičíkový aparát má křížové uspořádání, bazální tělíska jsou antiparalelní (svírají úhel 108°) v CCW-konfiguraci (jsou pootočeny proti směru hodinových ručiček; toto pootočení mají také i druhy třídy Ulvophyceae nezávisle na Trebouxiophyceae). Mitóza je uzavřená s metacentrickými vřeténkem (centrioly v metafázi migrují do metacentrické roviny). Cytokineze probíhá za účasti fykoplastu.